# مجلس‌گردان خون‌آشام است
مجلس‌گردان، خون‌آشام است (ایتالیایی: La sanguisuga conduce la danza) یک فیلم ترسناک ایتالیایی به کارگردانی آلفردو ریتسو است که در سال ۱۹۷۵ منتشر شد. از بازیگران آن می‌توان به فمی بنوسی، جاکومو روسی استوارت، پاتریتسیا وبلی، کریستا نل، باربارا مارتسانو و لوچانو پیگوتسی اشاره کرد.